# Eugene Jarecki
Eugene Jarecki (5 ottobre 1969) è un regista, sceneggiatore e produttore cinematografico statunitense. Specializzato in documentari come i fratelli Andrew e Nicholas (fratellastro); si gettò nel cinema dopo aver frequentato per diversi anni Princeton e New York University.

## Filmografia

### Regista
- Quest of the Carib Canoe (2000)
- The Opponent (2000)
- The Trials of Henry Kissinger (2002)
- Why We Fight (2005)
- Addiction (2007)
- Freakonomics (2010)
- Reagan (2011)
- The House I Live In (2012)
- The King (2018)

### Sceneggiatore
- The Opponent (2000)
- Why We Fight (2005)
- Freakonomics (2010)

### Produttore
- The Opponent (2000)
- The Trials of Henry Kissinger (2002)
- Why We Fight (2005)